# 나딘 트랭티냥
나딘 트랭티냥(프랑스어: Nadine Trintignant, 1934년 11월 11일~ )은 프랑스의 영화 감독, 영화 각본가, 프로듀서, 편집자, 소설가이다.

## 출연 작품
- 뤼미에르와 친구들 (1995)
- 여자 13월생 (1988)
- 질투 (1976)
- 작은 병정 (1963)
- 레옹 모랭 신부 (1961)